# Andreas Grutzeck
Andreas Grutzeck (* 22. Mai 1962 in Hamburg) ist ein deutscher Politiker der CDU. Er ist seit 2020 Mitglied der Hamburgischen Bürgerschaft.

## Leben
Grutzeck besuchte ab 1972 das Gymnasium Osdorf in Hamburg (heute Lise-Meitner-Gymnasium), an dem er 1981 das Abitur ablegte. Im Anschluss absolvierte er bis 1983 eine Ausbildung zum Steuerfachgehilfen. Von 1983 bis 1984 leistete er Grundwehrdienst bei der Bundeswehr und von 1985 bis 1989 studierte er Rechtswissenschaft. 1991 erhielt er an der Wirtschaftsakademie Schleswig-Holstein das Diplom als Fachwirt der Grundstücks- und Wohnungswirtschaft. Seitdem ist er als selbständiger Immobilienmakler in Hamburg tätig.
Grutzeck bekleidete verschiedene politische Ämter in der Jungen Union und der CDU. Seit 1986 ist er Mitglied der Bezirksversammlung Altona. Bei der Bürgerschaftswahl 2020 wurde er in die Hamburgische Bürgerschaft gewählt.
Andreas Grutzeck ist verheiratet und hat zwei erwachsene Kinder.